# 성윤문
성윤문(成允文, ? ~ ?)은 조선 중기의 무신으로 임진왜란 때 여러 벼슬을 지내며 전공을 세웠다.

## 생애
본관은 창녕으로, 1591년 갑산 부사로 부임하였고, 이듬해인 1592년 임진왜란 발발로 함경남도병마절도사 이영이 임해군·순화군 두 왕자와 함께 왜군의 포로가 되자, 그의 뒤를 이어 함경남도를 방어했다. 왜적의 북상을 막기 위해 황초령 전투를 지휘하였으나 큰 전과를 올리지는 못하였다. 이어 함경북도병마절도사가 되었으나 1593년 형벌이 너무 엄해 군민들의 불평이 크다는 이유로 탄핵당했다.
1594년 경상우도병마절도사로 부임했으나, 사간원에 의해 군율이 가혹하고 탐욕스럽다는 이유로 다시 탄핵당했다. 1596년 진주 목사로 제수되었다가 경상좌도병마절도사가 되어 의흥과 경주 일대에서 왜군을 무찔렀다. 1598년 8월, 생포한 왜적을 심문하여 일본으로부터 도요토미 히데요시가 죽어 부산·동래·서생포(西生浦)의 왜군이 철수할 것이라는 정보를 입수하였고, 조정에 올려 대비토록 하였다. 11월에는 생포한 왜적으로부터 도요토미가 이미 7월초에 죽었으며, 가토 기요마사를 일본으로 귀국시키기 위해 50척의 배가 와서 준비하고 있다는 내용의 정보를 조정에 보고해 노량해전에 대비토록 하였다.
1598년에는 제주 목사로 부임하였고, 1601년 수원 부사와 충청도수군절도사, 평안도병마절도사 등을 지냈다. 1607년에는 경상우도수군절도사 겸 통제사가 되었다가 수원부사 겸 방어사로 체직(遞職)되었고, 그 뒤 파직되었다.